# MMC Automotriz
MMC Automotriz S.A. ist ein Unternehmen im Bereich von Automobilen aus Venezuela.

## Unternehmensgeschichte
Das Unternehmen hat seinen Sitz in Caracas und gehörte bis Ende 2015 zu Sojitz. Es wurde 1990 gegründet. Grundlage war eine Vereinbarung zwischen dem Werksbesitzer CIF und der japanischen Gruppe Iwai (Vorläufer von Sojitz), die ihre anfängliche Kapitalbeteiligung von 49 % im Laufe der Zeit auf 98 % aufstockte.
Ebenfalls 1990 begann die Produktion von Automobilen von Mitsubishi Motors. Das Werk befindet sich in Barcelona (Venezuela).
Am 10. Dezember 2015 übernahm die auch als „Grupo Yammine“ bekannte „Grupo Sylca“ das Werk mit den rund 1300 bis 1400 Mitarbeitern. Am 1. Juni 2016 löste Alfredo Orán den vorherigen Präsidenten Yoshiro Uero ab, der das Unternehmen ab 2012 leitete. Eine andere Quelle nennt Masayoshi Fujimoto als Präsidenten. Das Unternehmen hat 383 Niederlassungen.

## Fahrzeuge

### Mitsubishi
Im November 2016 umfasste das Sortiment die Modelle Mitsubishi Lancer, Mitsubishi Panel und Mitsubishi Montero Sport.
Der Lancer ist bei 2600 mm Radstand 4480 mm lang, 1695 mm breit und 1445 mm hoch. Zur Wahl stehen Vierzylindermotoren mit 1584 cm³ Hubraum und 103 PS Leistung und 1999 cm³ Hubraum und 123 PS Leistung.
Der Panel ist ein Kastenwagen. Sein Radstand misst 2435 mm. Er ist 4590 mm lang, 1690 mm breit und 1970 mm hoch. Seit 2-Liter-Motor leistet 114 PS.
Der Geländewagen Montero Sport ist bei 2800 mm Radstand 4695 mm lang, 1815 mm breit und 1840 mm hoch. Sein V6-Motor leistet 220 PS aus 2998 cm³ Hubraum.
Außerdem werden Nutzfahrzeuge von Fuso angeboten.

### Hyundai
1996 kam die Montage von Fahrzeugen von der Hyundai Motor Company dazu. Diese Zusammenarbeit soll 2012 durch Hyundai beendet worden sein. Andere Quellen weisen dagegen auf MAV - Automotriz Hyundai oder Hyundai MMC Automotriz, S.A. als Hersteller der Hyundai-Fahrzeuge hin.

## Produktionszahlen
Nachstehend die Pkw-Produktionszahlen der Marken Mitsubishi und Hyundai für einen kurzen Zeitraum:
| Jahr | Mitsubishi | Hyundai |
| ---- | ---------- | ------- |
| 2000 | 2.714      | 7.969   |
| 2001 | 2.933      | 12.297  |
| 2002 | 1.950      | 8.170   |
| 2003 | 1.718      | 3.708   |